# Association des étudiants protestants de Paris
L’Association des Étudiants Protestants de Paris (AEPP) est une association loi 1901, fondée en 1892 par Jean Monnier et Raoul Allier, reconnue d’utilité publique par décret du 11 avril 1923. D’abord centrée sur la formation intellectuelle et éthique des étudiants, l’association a ensuite développé une activité d’accueil en résidence étudiante. Lieu d’engagements et de dialogue, l’AEPP organise des conférences, évènements et débats réunissant invités et militants d’horizons divers pour réfléchir aux questions d’actualité.

## Histoire

### Création du cercle - 1892 à 1914
En 1892, à Paris, le pasteur Jean Monnier, alors membre de la Société Centrale d’Évangélisation, et Raoul Allier, professeur à la faculté de Théologie de Paris, organisent des soirées dont le but est de réunir des étudiants qui n’ont, selon Jean Monnier, d’autres lieux que les bibliothèques et universités pour se réunir et échanger sur des objets tels que la philosophie, l’art, la littérature, la politique et la théologie. À la fin de cette même année, Jean Monnier crée la Société fraternelle d’étudiants protestants, dont Benjamin Couve prend la présidence. La société se situe alors dans le 5e arrondissement de Paris. Elle offre aux étudiants une salle de conférences, une bibliothèque, une salle de rencontres et une salle d’étude. Des conférences mensuelles et des réunions d’Étude sur des questions religieuses actuelles y sont organisées. Des groupes de travail sont constitués.  
En 1896 l’association prend la dénomination de Cercle des Étudiants Protestants de Paris et s’installe dans un hôtel particulier 46 rue Vaugirard, dans le 6e arrondissement.
À l’origine, seuls les « étudiants inscrits dans les Facultés et les Écoles Supérieures de Paris, appartenant aux Églises de la Réforme, […]» peuvent devenir membres actifs de l’association et élire le comité directeur de 12 membres. Les autres étudiants peuvent participer aux activités en qualité de membres associés. 
En mai 1898, le Bulletin du Cercle (qui deviendra en 1901, le Bulletin des Associations Chrétiennes d’Étudiants) permet, sous l’impulsion de l’association, de rapprocher différents groupes et contacts de toute la France. Le bulletin, régulièrement publié, expose notamment les travaux présentés aux conférences annuelles d'étudiants chrétiens qui l’organisent. Un an plus tard, en mai 1899, ce travail de mise en relation conduit au projet d’organisation de la Fédération Française des Associations Chrétiennes d’Étudiants (FFACE Fédé) qui est voté à l’unanimité. 
En 1905, l’association prend le nom d’Association des Étudiants Protestants de Paris (AEPP). 
En 1912, elle se dote d’un restaurant pour permettre aux membres de s’alimenter à moindre coût. Dès cette époque, l'association est rapidement marquée par la vie politique et la situation internationale, les étudiants refusant notamment de prendre part aux manifestations patriotiques. 
Durant la période de la Première Guerre mondiale, les activités de l’association sont totalement interrompues. 

### Construction et affirmation – 1919 à 1939
Entre 1919 et 1939, la vocation de lieu d’engagement et de formation intellectuelle et philosophique s’affirme. La maison accueille des personnalités telles que Le Corbusier, Emmanuel Mounier, Marc Boegner, Suzanne de Dietrich, Charles Westphal, Pierre Maury et organise des expositions et conférences. Les sujets abordés sont variés et font encore écho aujourd’hui (la démocratie, la condition de la femme dans l’islam). L’AEPP est un lieu de rencontre ouvert où les spécialités culinaires et les musiques du monde entier s’échangent. 
En 1923, la Société immobilière de l’Association des Étudiants de Protestants de Paris achète l’immeuble du 46 rue de Vaugirard dans lequel elle est installée,. Cette même année, l’Association est reconnue d’utilité publique.
Les années de l’entre-deux guerres sont aussi consacrées à la construction de la FFACE (dite Fédé). D’origine protestante, la Fédé se déclare « non-confessionnelle » lors d’un congrès de février 1925. Son Comité National précise ensuite sa position : « « Respectueuse de l’autonomie des consciences, ouverte à des chercheurs n’ayant aucune foi positive et à des croyants se réclamant de traditions diverses, la Fédération n’entend imposer à aucun étudiant, du fait qu’il se rattache à un de ses groupements, une adhésion personnelle à des croyances déterminées […] »
En 1928, alors que la Société Immobilière n’a pas les moyens financiers nécessaires au règlement d’importants travaux de restauration, la plupart des actionnaires abandonnent gratuitement leurs parts à l’Association des Étudiants Protestants de Paris. L’association peut alors se lancer dans de grands travaux d’aménagements (électricité, douches) et développer un projet d’accueil de résidents. Ainsi, l’on passe de 3 chambres en 1919 à 31 en 1937.
En 1934-1935, certains résidents souhaitent l’expulsion d’un de leur camarade qui ne souhaite pas conformer sa vie aux principes de l’Évangile. Les débats qui s’instaurent révèlent l’existence d’une réalité nouvelle au sein de l’Association : le Foyer. Les résidents, venus de tous les horizons, sont devenus le noyau de l’association. Ce sont eux qui organisent les conférences, groupes ou expositions et invitent très largement les étudiants de l’extérieur à se joindre à eux. L’Association confirme avec fermeté sa volonté de garder la structure ouverte et de ne pas uniquement regrouper des étudiants chrétiens. En effet, dès les années 1920, la question s’était posée et les membres de l’Association « avaient eu le souci, […] de ne pas s’engager théologiquement et de sauvegarder avant tout la liberté individuelle, et très précisément la liberté pour chacun de penser sa foi à sa manière ou de réagir personnellement devant l’Évangile », alors qu’à la même époque, la Fédé, sous influence de Suzanne de Dietrich d’abord, puis de Pierre Maury et de Jean Bosc ensuite, participait de plus en plus activement à la formation des étudiants en « bonne théologie ».

### La Seconde Guerre mondiale
Pendant l’occupation allemande et par l’application d’une décision des autorités d’occupation du 23 août 1940 interdisant aux associations de jeunes de fonctionner dans la zone nord, l’Association cesse officiellement ses activités. L’immeuble est alors loué à l’Église réformée de France, qui en prend la responsabilité et en assure la gestion. 
Plusieurs des membres étudiants de l’AEPP s’engageront dans les activités de la Cimade et la défense des juifs et exilés entre 1939 et 1945.

### L'après-guerre - 1944 à 1958
Au lendemain de la guerre, l’AEPP héberge à nouveau des étudiants de tous horizons (culturels et religieux). L’après-guerre marque un temps de réflexions et d’hésitations pour l’association qui s’efforce de chercher et de mettre en place de nouvelles formules pour reprendre son action au sein du milieu étudiant. En 1948, le Club du Luxembourg est créé : il réunit toutes les activités intellectuelles de l’Association et compte dès la première année une centaine d’inscriptions. 
Les rencontres sont nombreuses et animées : des « grandes conférences » alternant sujets théologiques et questions de société sont organisées une à deux fois par mois. Elles sont animées par des historiens, chefs d’entreprise, écrivains, chercheurs, universitaires, personnalités de la culture. Des expositions, des groupes d’étude sur des sujets non-inscrits aux programmes universitaires, un groupe d’études religieuses, un cercle d’étude contemporaines sur les problèmes de la démocratie baptisé « groupe de critique et d’essai », ainsi qu’un cercle d’études sociales sont organisés.
En parallèle, des travaux sont entrepris rue de Vaugirard qui portent la capacité d’accueil à 39 résidents.

### Forum d’associations - les années 1960
En 1965, la crise de l’habitat prend fin et les logements deviennent plus accessibles. Les étudiants, en recherche d’indépendance, veulent leur propre logement. Ils désertent les foyers considérés comme des lieux d’oppression.
Après 1968, la rue de Vaugirard cesse d’accueillir des résidents à l’année et devient un lieu d’hébergement provisoire et de passage pour étudiants étrangers. L’AEPP reste un espace de libre parole et de rencontres ouvert à tous. Les animations initiées par des étudiants du Sénégal et du Zaïre, traitent principalement des questions du tiers-monde, de leurs difficultés d’insertion et de la méfiance dont font preuve les Français qui en font les responsables de leurs difficultés économiques. 
L’association met aussi ses locaux à la disposition d’une trentaine d’associations et d’organisations progressistes, œcuméniques ou humanitaires. La rue de Vaugirard s’affirme comme un lieu de défense des droits et d’accueil des exilés et communautés en lutte (réfugiés politiques de gauche du Chili et d’Argentine, étudiants protestants communistes, comité contre l’apartheid en Afrique du Sud, mouvement chrétien pour la paix, mouvement d’écologie politique, mouvement d’aide aux drogués). Cette nouvelle réputation lui vaut, le 18 avril 1980, l’attentat d’une organisation d’extrême droite, le « Club Charles Martel ». Ce jour-là, un engin explosif déposé sous la cage d’escalier du 46 rue de Vaugirard, fait 4 blessés dont un grave et d’importants dégâts matériels. 

### Renouveau des années 1980-1990
Après une longue concertation, le Conseil d’administration décide en 1981 de reprendre progressivement l’activité de résidence étudiante. Pour des raisons financières, l’hébergement de passagers et l’activité d’auberge de jeunesse perdurent mais le foyer attire à nouveau des étudiants protestants revenus en recherche de vie collective.
Dans les années 1980, le Cercle Jean-Jacques Rousseau, carrefour de réflexions sur les questions contemporaines, est créé avec un double pari : s’ouvrir au milieu universitaire, initier des contacts entre les étudiants et les intellectuels protestants et mettre en avant les références du protestantisme. Concrètement, il s’agit de relancer l’intérêt des étudiants pour une éthique protestante de résistance et de redonner aux intellectuels de la diaspora qui avaient souvent déserté les Églises, un lieu de réflexion et de débats.
L’AEPP redevient un centre de diffusion de la pensée. Des études sont faites et des textes produits sur l’éthique en économie notamment, mais aussi sur le rôle de l’Allemagne en Europe, « l’avenir politique de Dieu », la question foi/marxisme, l’écologie, la libération des femmes, les mouvements auto-gestionnaires. Les étudiants se réunissent, via de grandes conférences, débats ou colloques, autour de personnalités de leur époque (Robert Badinter, Edgard Pisani, Bassam Abu Sharif de l’OLP, Olivier Mongin, Régis Debray, Pierre Bourdieu, Claude Cheysson, Hervé Le Bras, etc.) pour essayer de mieux comprendre le monde qui les entoure.
Des associations y sont hébergées telles que l'Association pour la défense des droits de l'homme au Cameroun, l'Association pour la défense des droits de l'homme et des libertés démocratiques dans le monde arabe, l'Association pour le Droit à l'Information, etc. 

#### Les100 ansde l’AEPP
Le 10 avril 1992, une grande manifestation est organisée pour fêter le centenaire de l’AEPP démarrant par une conférence de Paul Ricœur : « Le rôle de l’intellectuel, la conscience tragique de l’histoire». Elle est suivie de nombreux débats dont Régis Debray, Ibrahim Souss, Gisèle Halimi, Pierre Vidal-Naquet, Etiki Mboumona, Olivier Abel, François Wilder et Monique Chemillier-Gendreau sont les maîtres d’œuvre.  Les sujets abordés sont les suivants : « Palestiniens, mémoire et avenir d’un peuple », « L’Afrique, quel avenir ? », « Femmes actrices de leur histoire », « Les luttes urbaines », « Les francs-maçons dans l’histoire de la république », « Étrangers à qui, étrangers à quoi : que recouvre la qualification d’étranger alors que l’histoire montre toute culture est métissage », « Témoins d'histoire et d'espérance : Comment et pourquoi, dans des situations tragiques, des hommes et des femmes se sont dressés pour rendre droit à la justice et la liberté ».
La fin des années 1990 est marquée par de lourds problèmes financiers auxquels l'association doit faire face. En 2001, pour des raisons touchant à la sécurité des locaux et à l'amélioration des conditions de vie des résidents, le Comité d'Administration décide de vendre son immeuble du 46 rue de Vaugirard.

### La nouvelle résidence de la rue Titon - 2007
Cinq années plus tard, le 6 avril 2006, l'AEPP trouve et achète via une fondation abritée au sein de la Fondation du Protestantisme, un immeuble de 2 000 m2 avec jardin situé au 4 rue Titon dans le 11e arrondissement de Paris à une association laïque, La Maison Internationale des Jeunes pour la Culture et la Paix dite « M.I.J » : un retour aux sources pour ce bâtiment qui avait été construit grâce à des dons protestants  par l’Association Protestante de Patronage des Apprentis dite « Maison ouvrière ». Une association proche de l'Église luthérienne de Bon-Secours qui avait pu garder la propriété de l’immeuble jusqu’en 1971.
L’année suivant l'acquisition, l’AEPP rénove entièrement l’immeuble et ouvre, le 1er septembre 2007, une nouvelle résidence pouvant accueillir plus de 80 résidents. Chaleureuse, confortable, fonctionnelle, la résidence est le cœur de l’association, avec cet apprentissage des responsabilités et du débat exceptionnel que représente la vie communautaire et internationale. Elle accueille des étudiants de toutes confessions et traditions avec la volonté de leur offrir un espace de réflexion et d’échanges, leur permettant de faire de leur période de formation universitaire un temps de construction personnelle, de développement intellectuel et d’ouverture à l’autre. 
Liberté et responsabilité sont les valeurs qui régissent la vie commune : les résidents sont libres de leurs allées et venues, de leurs orientations, de leurs convictions. Ils participent à la gestion de l’établissement via un comité de maison, élu par eux, partie prenante dans toutes les décisions concernant la vie collective. Il leur est toutefois demandé un engagement dans les animations et pour le bien commun. 

## Objectifs et activités
Depuis l’origine, l’AEPP a développé plusieurs activités qui pourraient se résumer en trois axes :
- Les activités sociales qui s'organisent dans les années 1900 autour d’enjeux tels que l’antialcoolisme, les soupes populaires, la protection de l’enfance, et sont aujourd’hui tournées vers l’accueil des réfugiés, l’aide aux étudiants, le soutien aux associations militant pour la justice sociale, l’équité, le respect du vivant, l’engagement écologique, etc.
- L’approfondissement de la foi chez les jeunes a été progressivement remplacé à partir des années 1960 par une défense de la laïcité et la pratique des valeurs protestantes de liberté mais aussi de responsabilité et d’engagement.
- Un développement intellectuel de nature à ouvrir les esprits et favoriser une autonomie de pensée via des rencontres et conférences avec des intellectuels et la pratique du débat.

Aujourd’hui, membre de la CIMADE, soutien actif d’Utopia 56, l’AEPP continue à porter le flambeau de ces protestants (intellectuels ou militants) qui, tout au long du XXe siècle se sont engagés au nom de la justice sociale, de la défense des plus fragiles et de l’accueil de l’étranger et contre les discriminations et le cynisme économique. Elle accueille dans ses locaux des associations humanitaires et mouvements militants (Les Effrontées, Collage féminicide, Diem 25, Podemos, Ibuka, Revivre, etc.). Elle héberge les jeunes réfugiés ou exilés. Elle apporte un soutien financier et psychologique aux étudiants en difficulté. Ouverte sur son quartier, elle organise de nombreux cours ouverts aux participants de l’extérieur (yoga, danse, tai-chi, théâtre, improvisation, histoire de l’art, sports, comédie musicale et ateliers pour enfants etc.).
L’AEPP est membre de la Commission jeunesse de la Fédération Protestante de France et de la Fédération Française des Associations Chrétiennes d’Étudiants (FFACE/fédé), elle représente en France la Fédération universelle des associations chrétiennes d'étudiants (WSCF). 
Depuis 2014, l’AEPP a renoué avec sa vocation de carrefour intellectuel offrant aux étudiants, via des rencontres avec des chercheurs, des militants ou des personnalités au parcours inspirant, des clefs de compréhension du monde contemporain. Une démarche, volontairement ancrée dans la tradition protestante, de nature à leur permettre de forger une pensée propre, une exigence éthique et un goût pour l’engagement. 

## Évènements et colloques organisés par l’AEPP rue Titon
- « Paroles de jeunes sur la laïcité », colloque du 10 et 11 décembre 2016 avec Christine Lazerges, Valentine Zuber, Nicolas Cadéne, François Clavairoly
- « Nuit des Idées 2017 » du Ministère des affaires étrangères le 26 janvier 2017, avec Juan Branco, Michael Foessel, Raphäel Liogier, Valentine Zuber, Vincent Message
- « Demain, le travail », table-ronde du 9 novembre 2017, avec Guillaume Duval, François Desriaux, Xavier Timbeau
- « Rencontre Demos Européen » le 9 juin 2018, avec Yanis Varoufakis et les animateurs de Diem 25
- « Sortons le sexisme de nos vies et de nos rues » débat citoyen du 16 janvier 2019 avec David Belliard, Alix Beranger, Fatima Benomar, Aissata Seck
- « Nuit de l’écologie » le 2 mars 2020 avec David Belliard, Myriam Bahaffou, Tom Delmont, Franck Faucheux, Abd Al Haqq Guiderdoni, Martin Kopp, Laura Morosini et des jeunes de Coexister
- « Porter nos voix » débat du 13 avril 2022 sur la crise du pacte représentatif avec Réjane Senac, Michaël Foessel, Alice Coffin, Quitterie de Villepin
- « Agir face à la haine et au racisme » colloque des 6, 7 et 8 mai 2022 avec Henry Masson, président de la Cimade et des jeunes protestants de toute la France
- « Tout refonder » séminaire de Geoffroy de Lagasnerie avec Danièle Obono (4 mai 2022), Sandra Laugier (18 mai 2022), Didier Eribon (1er juin 2022), Catherine Malabou (15 juin 2022)
- « Tout refonder » séminaire de Geoffroy de Lagasnerie avec Jean-Luc Mélenchon (5 avril 2023), Christelle Taraud (19 avril 2023), Tancrède Ramonet (24 mai 2023) et Geoffroy de Lagasnerie (7 juin 2023)

## Rencontres et débats organisés à l’AEPP, rue Titon
- 23 octobre 2014, Pierre Joxe : « Justice des faibles/ Justice de puissants »
- 27 janvier 2015, Christine Lazerges : « Droits de l’homme et extrême pauvreté »
- 5 mars 2015, Geneviève Jacques : « L’impunité des crimes économiques »
- 20 mai 2015, Jean Bauberot : « La laïcité c’est quoi ? Se laver la tête des idées reçues… »
- 9 juin 2015, PODEMOS : « C’est possible, ils nous racontent comment OLE ! »
- 14 octobre 2015 : Geneviève Domenach-Chiche : « Accueil de l’étranger : les discours, la réalité »
- 14 décembre 2015, Pierre Larrouturou : « Changer le système ? »
- 12 janvier 2016, Pierre Rosanvallon : « Régénérer la démocratie ? »
- 8 mars 2016, Geoffroy De Lagasnerie : « Penser contre les pouvoirs »
- 5 avril 2016, François Scheer : « L’Europe : enjeux fondamentaux, avenir »
- 23 mai 2016, Jean-Luc Mélenchon : « L’ère du peuple »
- 28 septembre 2016, Thibault Lhonneur : « L’aventure Fakir et Merci Patron ! »
- 13 octobre 2016, Aymeric Caron : « Droits de l’homme, droits de l’animal : même combat ? »
- 5 décembre 2016, Michael Foessel : « Fabrique de la peur et banalisation sécuritaire »
- 5 janvier 2017, Frédérick Casadesus : « Décrypter une campagne électorale »
- 15 mars 2017, Julien Bayou : « Du mal logement à l’affaire Kerviel : Parcours militant »
- 26 avril 2017, Cécile Duflot : « Une femme en politique »
- 14 septembre 2017, Utopia56 : « Accueillir décemment les migrants, une utopie ? »
- 25 janvier 2018, Raphaël Liogier : « Les identités humaines en crise »
- 15 février 2018, Vincent Hubac : « Comment avancer quand nos valeurs se heurtent? »
- 8 mars 2018, 269 Libération Animale : « De la sensibilisation à la révolte »
- 22 mars 2018, Hugo Trentesaux et Bernard Sene : « Bitcoin et monnaies libres : système plus juste ou arnaque ? »
- 25 septembre 2018, François Scheer : « L’Europe au défi des nationalismes et des populismes »
- 5 décembre 2018, Stéphanie Sauget : « Histoire des féminismes du XIXeme siècle à nos jours »
- 12 mars 2019 Jean-Daniel Zucker : « Intelligence artificielle et deep learning : quel futur pour la médecine ? »
- 21 mars 2019 Valérie Nicolet : « Feminisme, couple, patriarcat : la religion, problème ou ressource ? »
- 28 mai 2019, « La securité pensée par et pour les parisiennes » Table Ronde EELV
- 12 mars 2019, David Koubbi : « Une défense de combat »
- 17 octobre 2019, Extinction Rebellion
- 7 novembre 2019, Geoffroy De Lagasnerie : « Sortir de nos mythologies politiques »
- 14 novembre 2019, représentants du Rojava en France : « ROJAVA : Une révolution menacée »
- 21 et 25 novembre 2019, soirées débats du Festival Migrants Scène de la Cimade: film Tidiane ; pièce Paroles de migrants
- 9 décembre 2019, Oliver Besancenot : « La Révolte : nouvelles mobilisations »
- 5 février 2020, Vincent Message : « Cora dans la spirale »
- 10 février 2020, projection du film Pierre Soulage en présence du réalisateur Stéphane Bertomieux
- 2 décembre 2021, Benoît Hamon : « Du socialisme à la défense des exilés »
- 14 février 2022, Olivier Abel : « De l’humiliation »
- 11 mars 2022, Laurent Bopp : « le second  rapport du GIEC »
- 5 et 6 mai 2022, rencontre nationale Fédé « Agir face à la haine et au racisme »
- 13 avril 2022, « Porter nos voix « une nuit sur la crise du pacte représentatif avec Réjane Senac, Alice Coffin, Quitterie de Villepin, Michaël Foessel
- Mai-juin 2022, rencontres « Faire le Présent » de Geoffroy de Lagasnerie avec Danièle Obono ("Stratégie politique et conquête de l’appareil d’état"), Sandra Laugier ("Politique du soin et démocratie radicale"), Didier Eribon ("Retour à Bourdieu"), Catherine Malabou ("Anarchisme et philosophie")
- 12 octobre 2022, « Quand la foi pousse à agir » Table ronde inter-religieuse avec Greenfaith et Coexister
- 24 novembre et 2 décembre 2022, soirées Festival Migrant’scène de la Cimade
- 13 janvier 2023,  Révolution Permanente : "Offensive putchiste  des pro-Bolsonaro, réélection de Lulla : Ou va le Brésil aujourd’hui ?"
- 14 mars 2023, Anne le Start : Combattante de l’eau
- 29 mars 2023, « Communs » et droits à l’existence avec Benjamin Coriat et Yannick Bosc
- 16 mai 2023, rencontre littéraire : Les voisins de Roxane Dubos et le monde de l’édition indépendante aujourd’hui
- Avril à juin 2023, rencontres « Tout refonder » de Geoffroy de Lagasnerie avec Jean-Luc Mélenchon (« Penser le politique »), Christelle Taraud (« Penser les féminicides »), Tancrède Ramonet (« Penser l’anarchisme, son histoire, son actualité) et Geoffroy de Lagasnerie ("Penser l’amitié")
- 9 novembre 2023, Rebecca Marder : rencontre autour du métier d’actrice
- 23 et 30 novembre 2023, soirées Festival Migrant’scène de la Cimade
- 17 janvier 2024, Théâtre Forum sur le consentement avec Citoyenneté Possible

## Organisation
| Président de l’association | Secrétaires généraux                               |
| Jean Monnier, président fondateur (1892-1896) | Jean Monnier (1896-1901)                           |
| Benjamin Couve (1896-1913) | Raoul Paty (1901-1905)                             |
| Benjamin Couve (1896-1913) | Jacques Pannier (1905-1908)                        |
| Benjamin Couve (1896-1913) | Théodore Crémer (1908-1910)                        |
| Benjamin Couve (1896-1913) | Armand Kuntz (1910-1915)                           |
| E. Vaucher (1913-1914) |                                                    |
| Délégation au pasteur Bonnet pour gérer et représenter l’Association après le décès d’Armand Kuntz tombé au champ d’honneur en 1915 (1915 - mars 1919) |                                                    |
| Raoul Allier (1920-1935) | Léon James (1919-1920)                             |
| Raoul Allier (1920-1935) | Elie Morel (1920-1921)                             |
| Raoul Allier (1920-1935) | Jean Benoît (1921-1922)                            |
| Raoul Allier (1920-1935) | Auguste Lecerf (1922-1928)                         |
| Raoul Allier (1920-1935) | Raoul Patry (1929)                                 |
| Raoul Allier (1920-1935) | Louis Nazelle (1930-1937)                          |
| Henri Cambessédès (1935-1940) | Jean Jundt (1937-1939)                             |
| Henri Cambessédès (1935-1940) | J.D. Fischer (1939)                                |
| Fermeture du foyer [1940-1945 : Louis Nazelle administrateur délégué]                                                                                  |                                                    |
| Jacques Allier (1945-1969) | Jacques Chouillet (oct. 1945 - sept.1946)          |
| Jacques Allier (1945-1969) | Henri Friedel (oct. 1947-1948)                     |
| Jacques Allier (1945-1969) | Louis Nazelle (1948-1949/50)                       |
| Jacques Allier (1945-1969) | S.n.                                               |
| Jacques Allier (1945-1969) | pasteur Jacques Beaumont (avril 1950-1953)         |
| Jacques Allier (1945-1969) | pasteur François Casalis (juin 1953- oct.1959)     |
| Jacques Allier (1945-1969) | Jean Jousselin (oct.1959 - oct.1960)               |
| Jacques Allier (1945-1969) | pasteur M. Wullschleger (oct. 1960 - juin 1961)    |
| Jacques Allier (1945-1969) | Daniel Grobet (novembre 1961 - sept.1965)          |
| Jacques Allier (1945-1969) | Armand Claude (oct. 1965 - août.1967)              |
| Jacques Allier (1945-1969) | pasteur André Micaleff (septembre 1967- oct. 1981) |
| M. Burgelin (mars 1969 - mars. 1978) |                                                    |
| François Scheer (mars 1978 - 2014) |                                                    |
| Jean-François Herouard (oct. 1981-1982) |                                                    |
| Jean-François Delteil (juin 1983 - 1989) |                                                    |
| Gabrielle Brunschweiler (septembre 1989-1992) |                                                    |
| Laurence Schuyler-Fouchier (février 1992 - 1995) |                                                    |
| Bruno Duchesne (septembre 1995 - 2000) |                                                    |
| Étienne Kenio (2000-2011) |                                                    |
| Patricia Glaizal (2012 à ce jour) |                                                    |
| Gabrielle Brunschweiler (2014-2021) |                                                    |
| Jean-Michel Zucker (2021 à ce jour) |                                                    |